# Curtis (50 Cent-album)
A Curtis 50 Cent 3. stúdióalbuma. 2007. szeptember 11-én jelent meg. Az albumon közreműködtek Dr. Dre, Eminem, Timbaland és még sokan mások. Vendégelőadók voltak Akon, Justin Timberlake, Nicole Scherzinger.

## Az album dalai
|     | Cím                                                      | Szerző(k)                                                   | Producer(ek)             | Hossz |
| --- | -------------------------------------------------------- | ----------------------------------------------------------- | ------------------------ | ----- |
| 1.  | Intro                                                    |                                                             |                          | 0:50  |
| 2.  | My Gun Go Off                                            | Adam Deitch, Eric Krasno, Derick Prosper                    | Adam Deitch, Eric Krasno | 3:12  |
| 3.  | Man Down                                                 | Ben Raleigh, Don Cannon, J. Powell, David Mook              | Detroit Red, Don Cannon  | 2:49  |
| 4.  | I'll Still Kill (featuring Akon)                         | Aliaune Thiam, Khalil Abdul-Rahman, Brooks Honeycutt        | DJ Khalil                | 3:43  |
| 5.  | I Get Money                                              | Kirk Robinson, William Stanberry                            | Apex                     | 3:43  |
| 6.  | Come & Go (featuring Dr. Dre)                            | Terry Lewis, J. Harris, Andre Young                         | Dr. Dre                  | 3:28  |
| 7.  | Ayo Technology (featuring Justin Timberlake & Timbaland) | Tim Mosley, Justin Timberlake, Nate Hills                   | Timbaland, Danja         | 4:07  |
| 8.  | Follow My Lead (featuring Robin Thicke)                  | C. Whitacre, Josh Henderson                                 | Tha Bizness              | 3:17  |
| 9.  | Movin' on Up                                             | Freddie Perren, Leon Ware, Christine Yarian, Jacob Dutton   | Jake One                 | 3:24  |
| 10. | Straight to the Bank                                     | Ty Fyffe, A. Young                                          | Ty Fyffe, Dr. Dre        | 3:10  |
| 11. | Amusement Park                                           | Teraike Crawford, A. R. Hatchett, Hailey Campbell           | Dangerous LLC            | 3:09  |
| 12. | Fully Loaded Clip                                        | Kejuan Muchita                                              | Havoc                    | 3:13  |
| 13. | Peep Show (featuring Eminem)                             | Jeff Bass, Marshall Mathers, Mike Strange, Tony Campana     | Eminem                   | 3:52  |
| 14. | Fire (featuring Young Buck & Nicole Scherzinger)         | S. Jordan, A. Young, Dawaun Parker, Nikki Grier, S. Garrett | Dr. Dre                  | 2:49  |
| 15. | All of Me (featuring Mary J. Blige)                      | Jacob Dutton                                                | Jake One                 | 3:51  |
| 16. | Curtis 187                                               | Kejuan Muchita                                              | Havoc                    | 3:57  |
| 17. | Touch the Sky (featuring Tony Yayo)                      | Marvin Bernard, Jason Harrold, Keyon Harold                 | K-Lassik Beats           | 3:10  |